# Петриненко Гаринальд Кіндратович
Гаринальд Кіндратович Петриненко (народився 1929 на Київщині — помер 1980) — український журналіст і музикант, ведучий телепередачі про народну творчість «Чиста криниця».

## До життєпису
Навчався у Вищій офіцерській школі зв'язку та паралельно вчився грати на кларнеті.
Працював у Палаці піонерів, потім закінчив факультет журналістики і став працювати на телебаченні, незмінно вів передачу про фольклор «Чиста криниця».
Похований на Байковому кладовищі у важкодоступному місці.
Чоловік співачки Діани Петриненко, батько співака Тараса Петриненка.